# ゴードン・バンクス
ゴードン・バンクス OBE（Gordon Banks OBE、1937年12月30日 - 2019年2月12日）は、イギリス（イングランド）・シェフィールド出身の元サッカー選手、サッカー指導者。ポジションはゴールキーパー。元イングランド代表。

## 経歴

### クラブ
1956年、チェスターフィールドに加入した翌年のFAユースカップ決勝に進出するが、ボビー・チャールトン率いるマンチェスター・ユナイテッドの前に敗れた。
1959年、レスター・シティに移籍、1964年にイングランド・リーグカップ優勝を果たした。1971-1972シーズンのフットボールリーグカップで、PK止めなど好セーブを連発して、イングランドリーグ所属チーム中２番目の歴史を持つ、ストークシティFCに初の栄冠を齎した。そしてこの年のFAは（イングランド）年間最優秀選手に彼を選んだ。
1972年10月22日、自動車事故によりフロントガラスの破片が右目に突き刺さり失明、引退を余儀無くされた。この時彼の熱烈なファンが目の提供を申し出るが拒否している。
1975年にアメリカで再起を図るが、怪我をする以前の輝きを取り戻せることはなく、1977年にそのキャリアを終えた。
現役引退後の1979年にはAFCテルフォード・ユナイテッドの監督に就任。
2000年2月には古巣ストーク・シティの会長に就任。
2004年3月にFIFAが100周年を迎えるにあたって、元ブラジル代表・ペレが選出したFIFA 100（偉大なサッカー選手125人）に選出された。
2015年に腎臓がんを患い、闘病中であることが報じられていたが、2019年2月12日、現役時代に所属したレスター・シティやストーク・シティおよび各メディアは、同日にバンクスが死去したことを発表した。

### イングランド代表

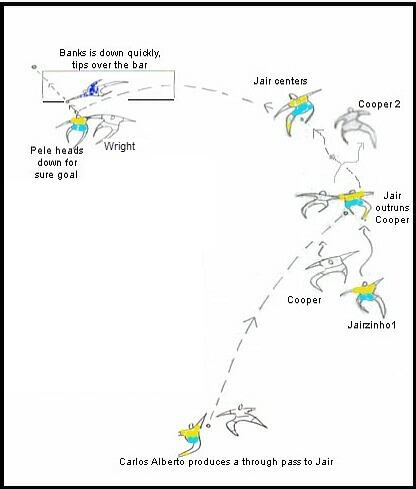
1970年メキシコW杯、対ブラジル戦におけるプレー

1963年の4月6日にスコットランド戦にて代表デビューを飾った。
1966年のワールドカップ・イングランド大会では、グループリーグから準々決勝のアルゼンチン戦まで無失点に抑える活躍で代表の勝利に貢献。続く準決勝のポルトガル戦後半37分にエウゼビオに得点を許すまで無失点記録（443分）は続いた。同大会を通じて失点を3点に抑え母国開催での優勝に貢献した。
1970年のワールドカップ・メキシコ大会では、同国はベスト8に留まるが、バンクスはサッカー史上に残るプレーを披露している。1次リーグのブラジル戦、序盤から攻勢に出たブラジルだったが、絶好調のバンクスはゴールを阻止した。前半18分、ジャイルジーニョからセンタリングが上がった際、ペレはニアサイドを警戒していたバンクスの裏をかき、逆サイドに走り込んできた。ペレがフリーの状態で無人のゴールにヘディングシュートを叩き込んだかに見えたが、バンクスはこれに反応しゴール寸前でボールを弾き出した。のちにペレはこのプレーを「私が今まで見た中で最高のセーブ」と評している。

## 所属クラブ
- チェスターフィールド 1955-1959
- レスター・シティ 1959-1966
- ストーク・シティ 1966-1972

→ クリーブランド・ストッカーズ 1966
- セント・パトリックス 1977
- フォートローダーデール 1977-1978

## 個人タイトル
- FWA年間最優秀選手賞：1972年
- 20世紀世界最優秀GK 2位 (1999年、国際サッカー歴史統計連盟)
- 20世紀の偉大なサッカー選手100人（ワールド・サッカー誌選定） 32位（GKとしては2位）：1999年
- イングランドサッカー殿堂：2002年